# Amy Jagger
Pour les articles homonymes, voir Jagger.
Amy Crossley Jagger, née le 14 mai 1908 à Halifax dans le Yorkshire de l'Ouest et morte en novembre 1993 dans le Cheshire, est une gymnaste artistique britannique.

## Carrière
Amy Jagger remporte aux Jeux olympiques d'été de 1928 à Amsterdam la médaille de bronze du concours général par équipes féminin avec Margaret Hartley, Carrie Pickles, Annie Broadbent, Ada Smith, Lucy Desmond, Doris Woods, Jessie Kite, Queenie Judd, Midge Moreman, Ethel Seymour et Hilda Smith.